# Оповідь служниці (роман)
«Оповідь служниці» (англ. The Handmaid's Tale) — роман-антиутопія 1985 року канадської письменниці Маргарет Етвуд в жанрі феміністичної наукової фантастики. Роман отримав Премію генерал-губернатора (1985) і Премію Артура Кларка (1987); його також номіновано на премію Неб'юла 1986 року, Букерівську премію 1986 року та премію Прометей 1987 року. На основі роману знято фільм (1990), оперу (2000), серіал (2017).

## Сюжет

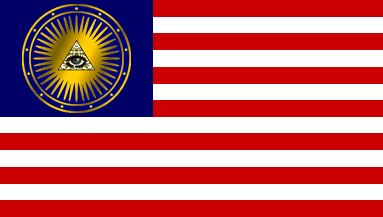
Прапор Республіки Гілеад

Дія роману відбувається в майбутньому у вигаданій тоталітарній державі під назвою Республіка Гілеад на території нинішніх США. У Гілеаді вся влада і права належать військовим. Інші громадяни республіки є їхніми слугами (фактично рабами). 
Через екологічне забруднення в державі поширене безпліддя: лише одна із сотні жінок може народити. Тому для виношування потомства з усієї Республіки силоміць викрадають і зганяють жінок, спроможних до дітонародження, і під постійним наглядом тримають у спеціальному таборі, готуючи їх до репродуктивного рабства. Після чого їх вибирають дружини офіцерів як коханок для своїх чоловіків. Таких жінок називають служницями, вони мусять носити одяг червоного кольору і терпіти секс із офіцерами та виконувати релігійні обряди. Ці жінки не мають права володіти власністю, працювати, любити, читати і писати. Вони не можуть бігати вранці, влаштовувати пікніки і вечірки, їм заборонено одружуватися. Їм залишена лише одна функція — виношування та дітонародження.
У центрі сюжету — колишня бібліотекарка, яка після невдалої спроби втекти з країни опиняється в таборі для служниць. Доля її чоловіка невідома, доньку забрали у притулок. Її роблять служницею Командора на ім'я Фред, тому господарі дають їй ім'я Фредова. Один раз на день вона може вийти за покупками, де навіть назви магазинів зображені картинками, бо жінкам заборонено читати. Раз на місяць Командор займається з нею сексом, і вона змушена молитися, щоб від цього вийшла здорова дитина. Згодом Фредова закохується у водія Командора Ніка, від якого вона думає, що вагітна.
Наприкінці роману за нею приїжджає таємна поліція, відома як "Очі Бога" та забирає її. Невідомо, що з нею сталося далі.

## Українські переклади
- Марґарет Етвуд. Оповідь Служниці: Харків: Книжковий клуб «Клуб сімейного дозвілля», 2017 рік, Формат: 60x90/16, тверда обкладинка, 272 стр.